# Pamphorichthys
Pamphorichthys is een geslacht van straalvinnige vissen uit de familie van de levendbarende tandkarpers (Poeciliidae).

## Soorten
- Pamphorichthys araguaiensis Costa, 1991
- Pamphorichthys hasemani (Henn, 1916)
- Pamphorichthys hollandi (Henn, 1916)
- Pamphorichthys minor (Garman, 1895)
- Pamphorichthys pertapeh Figueiredo, 2008
- Pamphorichthys scalpridens (Garman, 1895)